# Laurent Dorique
Laurent Dorique, né le 10 juillet 1976 au Port (La Réunion), est un athlète français spécialiste du lancer de javelot. Il mesure 1,91 m pour 99 kg et est actuellement licencié à l'AC Cannes. Son record est de 80,88 m (2001).
Il a terminé second avec un lancer à 75,97 m du lancer du javelot en Coupe d'Europe des nations d'athlétisme à Annecy (juin 2008).
Autres performances en 2008 :
- 78,44 m	 	02/07/2008	Meeting de Strasbourg
- 78,38 m	 	26/07/2008	Championnats de France

## Palmarès
- Jeux méditerranéens 2001 à Tunis :
  -  Médaille d'or du lancer du javelot
- Champion de France 2008 & 2011 du lancer du javelot
- Jeux des îles de l'océan Indien : 
  -  1993 Médaille d'or du lancer de javelot à Victoria
  -  2011 Médaille d'or du lancer de javelot à Victoria